# Lysichiton americanus
La especie Lysichiton americanus, también llamada col de mofeta occidental (Estados Unidos), col de mofeta amarilla (Reino Unido), o linterna de pantano, es una planta que se encuentra en los pantanos y bosques húmedos, a lo largo de los arroyos y en otras áreas húmedas del Noroeste del Pacífico, donde es una de las pocas especies nativas en la familia  Araceae. 
La planta se llama la col fétida por el olor distintivo de "mofeta" que emite. Este olor se extenderá a la zona donde crece la planta, y puede ser detectado incluso en viejos, especímenes secos. El olor distintivo atrae a sus polinizadores,  moscas y escarabajos. 
Aunque con nombres similares y con un olor similar, la planta es fácil de distinguir de la "col de mofeta oriental" (Symplocarpus foetidus), otra especie de la familia de arum que se encuentra en el este de América del Norte.

## Descripción

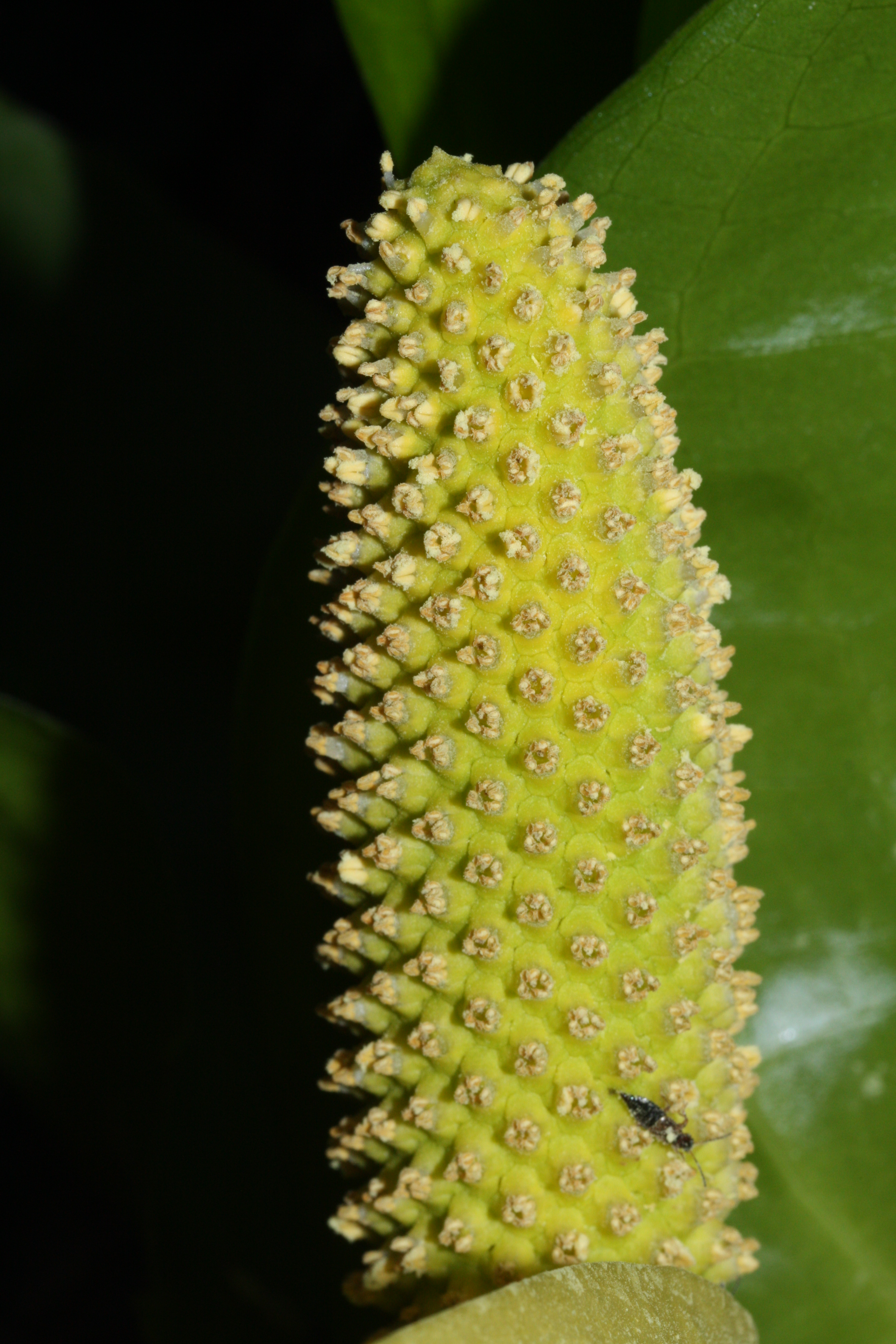
Detalle de la flor.

La planta crece a partir de rizomas que miden 30 cm o más de largo y de 2,5 a 5 cm de diámetro. Las hojas son las más grandes que cualquier otra planta nativa de la región, desde 50 hasta 135 cm de longitud y 30-80 cm de ancho cuando está maduro. 
Sus flores se producen en un espádice contenido dentro de una gran espata de 30-40 cm de altura, de color amarillo brillante o verde amarillento, es una de las primeras flores que aparecen en primavera.
A diferencia del género Symplocarpus (el cual incluye S. foetidus, la col de mofeta oriental), las flores de las especies de Lysichiton no producen calor, aunque sea una creencia bastante extendida.

## Distribución
L. americanus se encuentra en la Isla Kodiak y Cook Inlet, Alaska al sur a través British Columbia, Washington, Oregón, y el norte de California hasta el sur de Condado de Santa Cruz. Poblaciones aisladas también se encuentran en el noreste de Washington, el norte de Idaho, Montana, y Wyoming.
La planta fue introducida en cultivo en el Reino Unido en 1901 y se ha escapado al medio silvestre y naturalizado en las zonas pantanosas de Gran Bretaña e Irlanda, por ejemplo, en Hampshire y Surrey, incluyendo Wisley Gardens, y en el norte y el oeste del Reino Unido.

## Cultivo
Se ha utilizado como planta ornamental de jardín en  Bretaña y Irlanda, donde crece bien en condiciones pantanosas. Se ha ganado el Award of Garden Merit otorgado por la Royal Horticultural Society.
Hibrida con Lysichiton camtschatcensis, obteniéndose el llamado  Lysichiton × hortensis, que también es cultivado. Estos tienen espatas más grande que cualquiera de los padres.

## Otros usos
Mientras que algunos consideran que la planta sea una maleza, sus raíces son alimento para osos, que lo comen después de hibernar como un laxante o catártica. 
La planta fue utilizada por los indígenas como medicina para las quemaduras y lesiones, y para la comida en tiempos de hambruna, cuando se comen casi todas las partes. Las hojas tienen un sabor algo picante o picante. 
Se debe tener precaución en los intentos para preparar la col fétida occidental para el consumo, ya que contiene cristales de oxalato de calcio, que se traducen en una sensación de picazón horrible en la lengua y la garganta y puede dar lugar a irritación intestinal e incluso la muerte si se consume en grandes cantidades. 
Aunque la planta no era típicamente parte de la dieta en condiciones normales, sus grandes, hojas cerosas eran importantes para la preparación y almacenamiento de alimentos. Estas eran de uso general en los fondos de las cestas de bayas y para envolver el salmón y otros alimentos cuando se hornean bajo un fuego. También se utiliza para curar llagas e hinchazones.

## Taxonomía
Lysichiton americanus fue descrita por Eric Hultén y Harold St. John y publicado en Svensk Botanisk Tidskrift 25(4): 455–457, en 1931.

#### Etimología
Lysichiton: nombre genérico derivado del griego que significa Lysi = disolver, chiton se refiere a la espata como arma que encierra la inflorescencia poco después de la floración.
americanus: epíteto latino geográfico que alude a su localización en América.

## Véase también

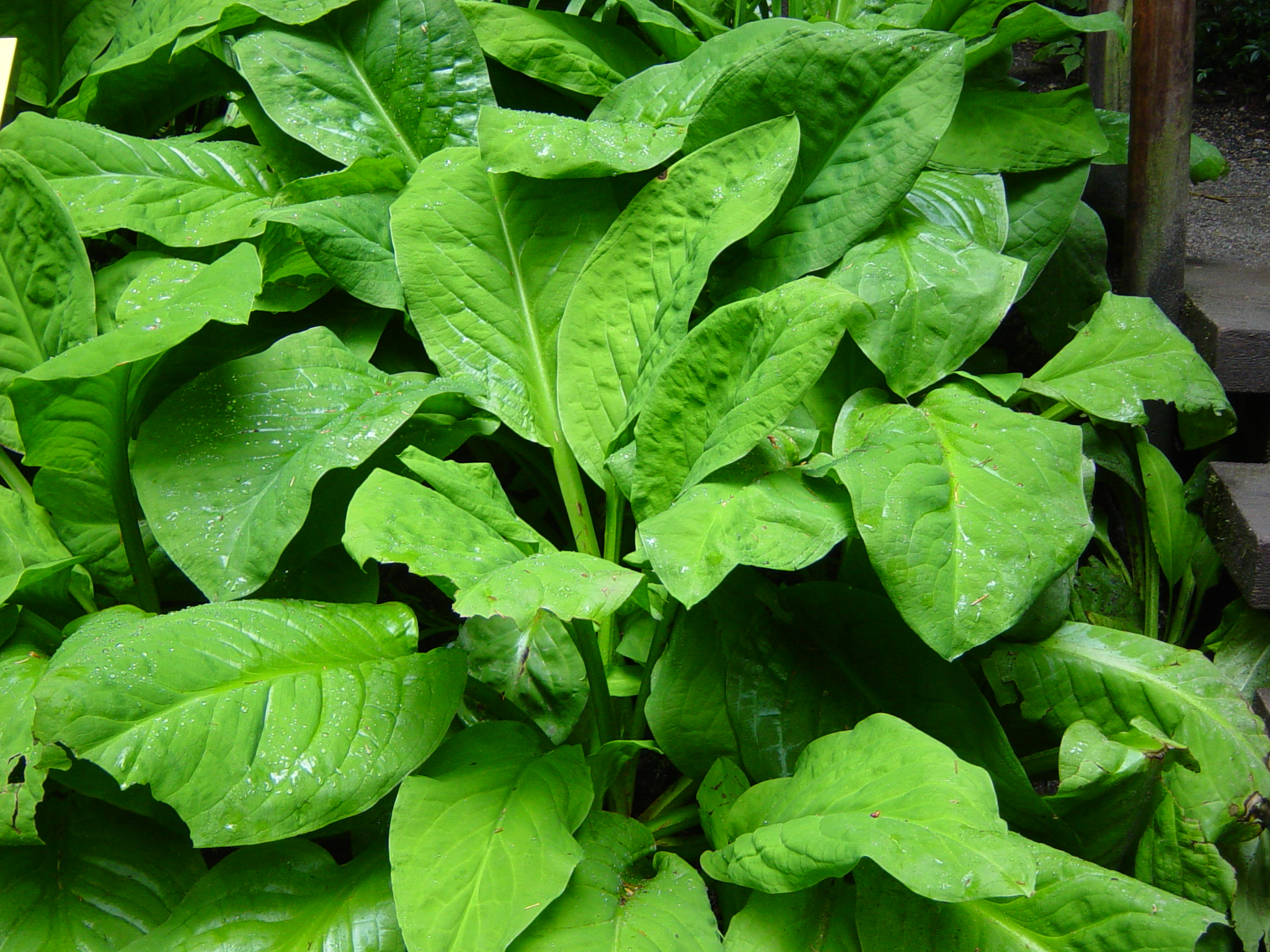
Hojas del L. americanus